# ストリェリナ

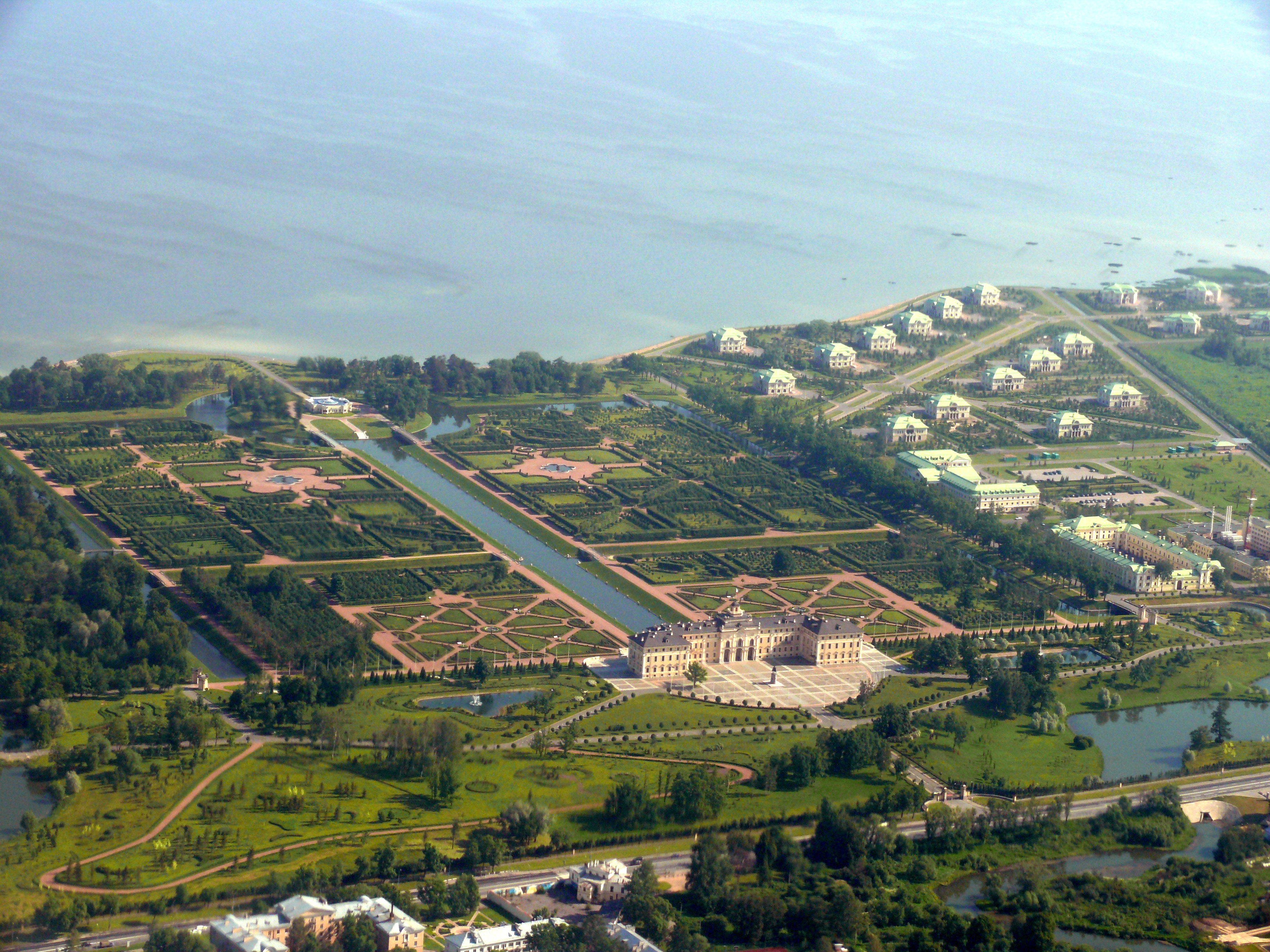
国家会議宮殿（2012年）

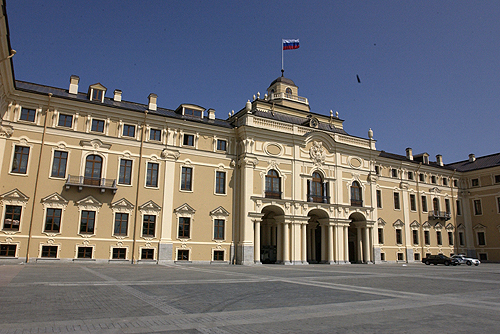
コンスタンチン宮殿（2008年）

ストリェリナ（ロシア語: Стре́льна）またはストレルナ（英語: Strelna）は、ロシア連邦共和国サンクトペテルブルクのペトロドヴォレツ区にあるコミュニティー。人口は12,452 (2010年調査)、 12,751 (2002年調査)。

## 歴史
ストリェリナは、ストルボヴァの和約後にはスウェーデンの一部となり、1630年には政治家ヨハン・スキッテ（Johan Skytte）男爵の領地として登場する。
1718にはピョートル大帝が木造りの家屋を建てたが、これは狩場の家で、彼は西隣りのペテルゴフ宮殿作りの方にご執心だった。彼の後を継いだ娘のエリザヴェータ女帝は建築家バルトロメオ・ラストレッリに命じてストリェリナの建築を命じたが、彼はぺテルゴフとツァールスコエ・セロー離宮の建設で忙しく、ストリェリナは未完成に終わった。

### コンスタンチン宮殿
1797年に、ストリェリナはコンスタンチン・パヴロヴィチ大公とその妻アンナ・フマリア・フョードロヴナ大公妃（ヴィクトリア女王の叔母）に与えられた。1803年の大火もあったが、コンスタンチン宮殿は1807年には完成した。彼の死後、宮殿は彼の甥に引き継がれ、ロマノフ家のコンスタンチノヴィチ分家がロシア革命まで所有した。

### 大統領公邸・国際会議センター
独ソ戦下（1941年から1945年）のドイツ占領を経て、戦後はめぼしい改修は行われなかったが、2001年にはウラジーミル・プーチン大統領がサンクトペテルブルクにおける 大統領公邸として改修を行なった。
2003年の「サンクトペテルブルク開始300年祭」に際して、コンスタンチン宮殿を国家会議宮殿にする工事が行われた。その後、2006年には第32回主要国首脳会議、2013年にはG20先進国・新興国首脳会議（2013 G20 Saint Petersburg summit）の会場となり、各国首脳の会議が行われた。

### その他の施設
ストリェリナには他の歴史的施設および施設跡もある。コンスタンチン宮殿とこれらを含めて、世界遺産「サンクトペテルブルク歴史地区と関連建造物群」の中に登録されている。